# 42-я улица (фильм)
«42-я улица» (англ. 42nd Street) — американский комедийный фильм-мюзикл 1933 года. Фильм был снят режиссёром Ллойдом Бейконом, танцевальные номера ставил Басби Беркли. Песни были написаны композитором Гарри Уорреном на стихи Ала Дубина.
По жанру картина относится к бакстейдж-мюзиклам. Фильм имел большой кассовый успех и удостоился двух номинаций на «Оскар» — за лучший фильм и за лучший звук (Натан Левинсон). При создании этой картины была впервые использована технология «съёмки под фонограмму» (предварительного озвучивания), ставшая стандартом при производстве музыкальных фильмов. В 1998 году «42-я улица» была включена в Национальный реестр фильмов, и теперь его копия сохраняется для будущих поколений в Национальной библиотеке Конгресса США.
В 1980 году на Бродвее поставили одноимённый мюзикл, в основу которого был положен фильм и музыкальные номера из него.

## Сюжет
Действие происходит в 1932 году, во время Великой депрессии.
Видные бродвейские продюсеры Джонс и Барри работают над постановкой мюзикла под названием «Pretty Lady».
Главную роль в нём играет Дороти Брок, которая встречается с финансовым покровителем (спонсором) спектакля Абнером Диллоном. Она держит Диллона на крючке, в то же время не подпуская его к себе слишком близко, сама же тайно встречается со своим старинным партнёром по водевилям, а сейчас оставшимся без работы Пэтом Деннингом.
На должность режиссёра взяли Джулиана Марша, которого доктор предупредил, что тот рискует ещё одним нервным срывом или даже жизнью, если будет продолжать заниматься своей профессией. Марш же, несмотря на то, что он режиссёр очень успешный, остался финансово на мели после биржевого краха 1929 года. Чтобы уйти из профессии на заслуженный отдых, ему нужно, чтобы этот его последний мюзикл имел большой успех. Поведение Дороти доставляет ему огромное беспокойство, потому что есть риск потерять спонсора.
Свои проблемы и у актёров, пришедших на прослушивания, их цель — чтобы их взяли в спектакль. Конкуренция очень жестокая, кругом интриги. На пробы пришла и только что приехавшая в Нью-Йорк из Аллентауна, штат Пенсильвания, абсолютно неискушённая Пегги Сойер. К счастью для неё, две опытные девушки из кордебалета Лоррейн Флеминг и Анн Лоуэлл берут её под своё крыло. Лоррейн точно возьмут, потому что её бойфренд в этом спектакле постановщик танцев. Замолвит словечко она и за Анн, и за Пегги.

## Создатели
- Режиссёры: Ллойд Бэкон, Басби Беркли, Лео Ф. Форбстеин
- Слова и музыка: Гарри Уоррен, Ал Дубин
- Автор сценария: Райан Джеймс, Джеймс Сеймс
- Роман: Брадфорд Роупс
- Монтаж: Тхомас Пратт, Фраик Шаре
- Художник: Антон Грот
- Оператор: Сол Полито
- Костюмы: Орри-Келли
- Шёлк: Чейни Браты

## Роли
- Уорнер Бакстер — Джулиан Марш
- Биби Даниелс — Дороти Брок
- Джордж Брент — Пат Деннинг
- Руби Килер — Пегги Сойер
- Гай Кибби — Абнер Диллон
- Уна Меркел — Лоррейн Флеминг
- Джинджер Роджерс — Анн Лоуэлл
- Нед Спаркс — Томас Барри
- Дик Пауэлл — Билли Лоуэлл
- Аллен Дженкинс — Мак Элрой, ассистент режиссёра
- Эдвард Дж. Ньюджент[англ.] — Терри, мальчик из кордебалета
- Роберт Маквейд[англ.] — Джонс
- Джордж Э. Стоун — Анди Ли
- Тоби Уинг — блондинка в муз. номере «Young and Healthy»
- Адель Лейси — девушка с подтанцовки
- Том Кеннеди — Тощий Мёрфи (в титрах не указан)